# (3218) Delphine
(3218) Delphine ist ein Asteroid des Hauptgürtels, der am 24. September 1960 vom niederländischen Forscherteam Cornelis Johannes van Houten, Ingrid van Houten-Groeneveld und Tom Gehrels im Rahmen des Palomar-Leiden-Surveys entdeckt wurde.
Der Asteroid wurde nach der Astronomin Delphine Jehoulet Delsemme benannt, die die Ehefrau des Astronomen Armand H. Delsemme war; nach ihrem Mann wurde der Asteroid (2954) Delsemme benannt.